# Сергей Абрамов (теплоход)
«Серге́й Абра́мов» (ранее Дружба, Капитан Рачков) — четвёртый трёхпалубный речной пассажирский теплоход проекта 26-37 «Октябрьская Революция», построенный на верфи Slovenské lodenice Komárno a.s. города Комарно в Чехословакии в апреле 1960 г. Сгорел 14 ноября 2011 года в ходе перевода в режим стоечного судна на период зимовки в Северном речном порту в Москве на Химкинском водохранилище Канала имени Москвы.

## История

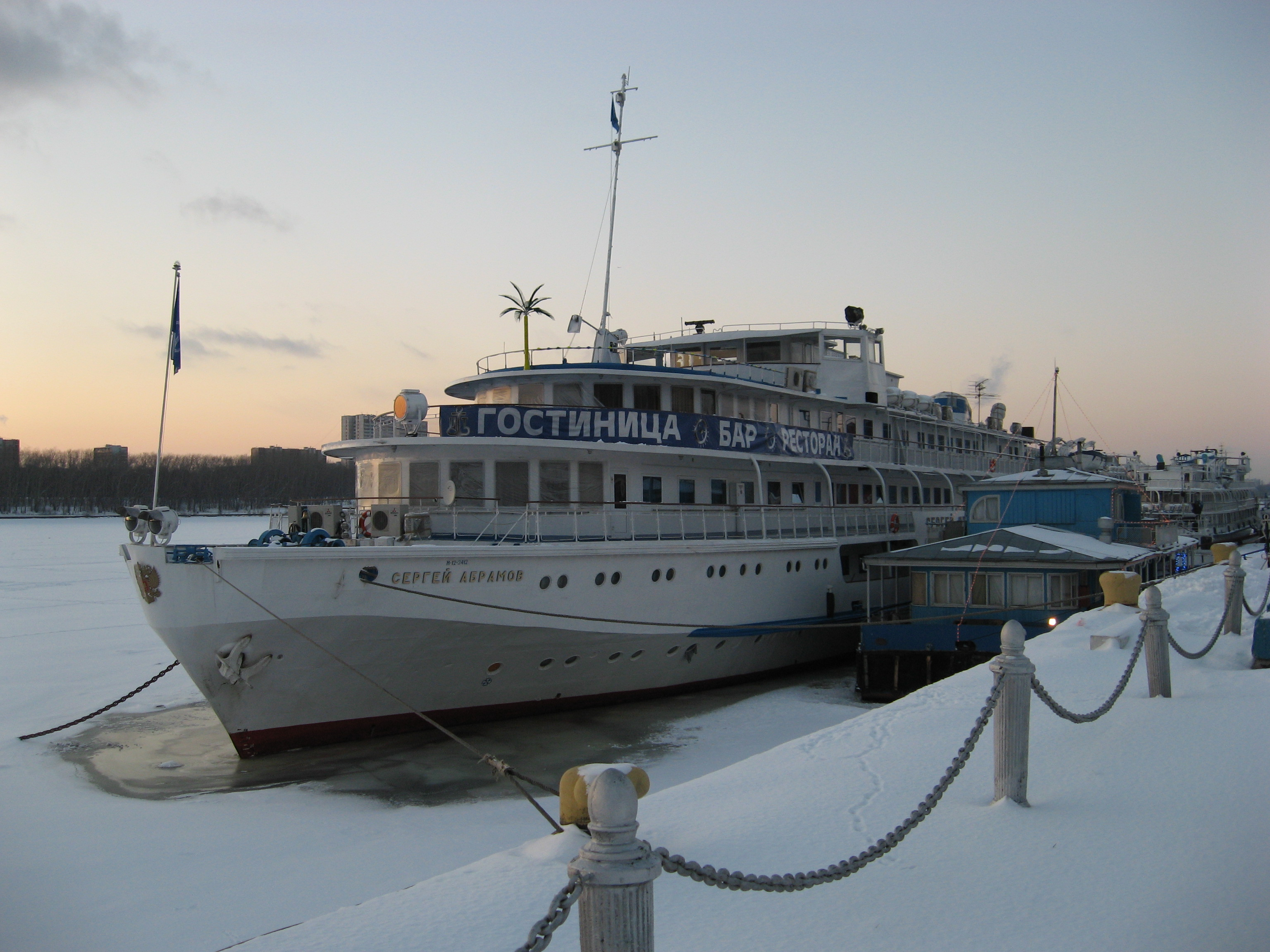
Теплоход «Сергей Абрамов» в Северном речном порту Москвы в январе 2008 года

Построен в 1960 году в Чехословакии. Первоначально был назван «Дружба». С 1966 по 2004 год был назван «Капитан Рачков» в честь Ивана Семёновича Рачкова, капитана парохода «Иосиф Сталин», погибшего 26 августа 1942 года вместе с кораблём во время эвакуации мирного населения из Сталинграда.
Вопреки принятой традиции был назван в честь живого человека — Сергея Николаевича Абрамова, главы компании ООО «Цезарь Трэвел» — владельца судна.

## Первый пожар 14 ноября 2011 года
Пришвартован в Северном порту города Москвы. В 4.15 в Пожарную охрану поступил сигнал о пожаре на судне. К вечеру кормовая часть судна затонула. Спустя 15 часов с начала пожара живым найден и отправлен в больницу тридцатитрёхлетний механик корабля Алексей Шатин. В результате пожара погиб моторист Герман Колигаев.

## Второй пожар 23 ноября 2011 года
В ходе аварийных работ на судне возник пожар. В результате расследования выяснилось, что причиной пожара стал непотушенный окурок в каюте экипажа. 8 ноября 2012 года «Сергей Абрамов» был отбуксирован в Череповец на разделку.

## Изображения судна

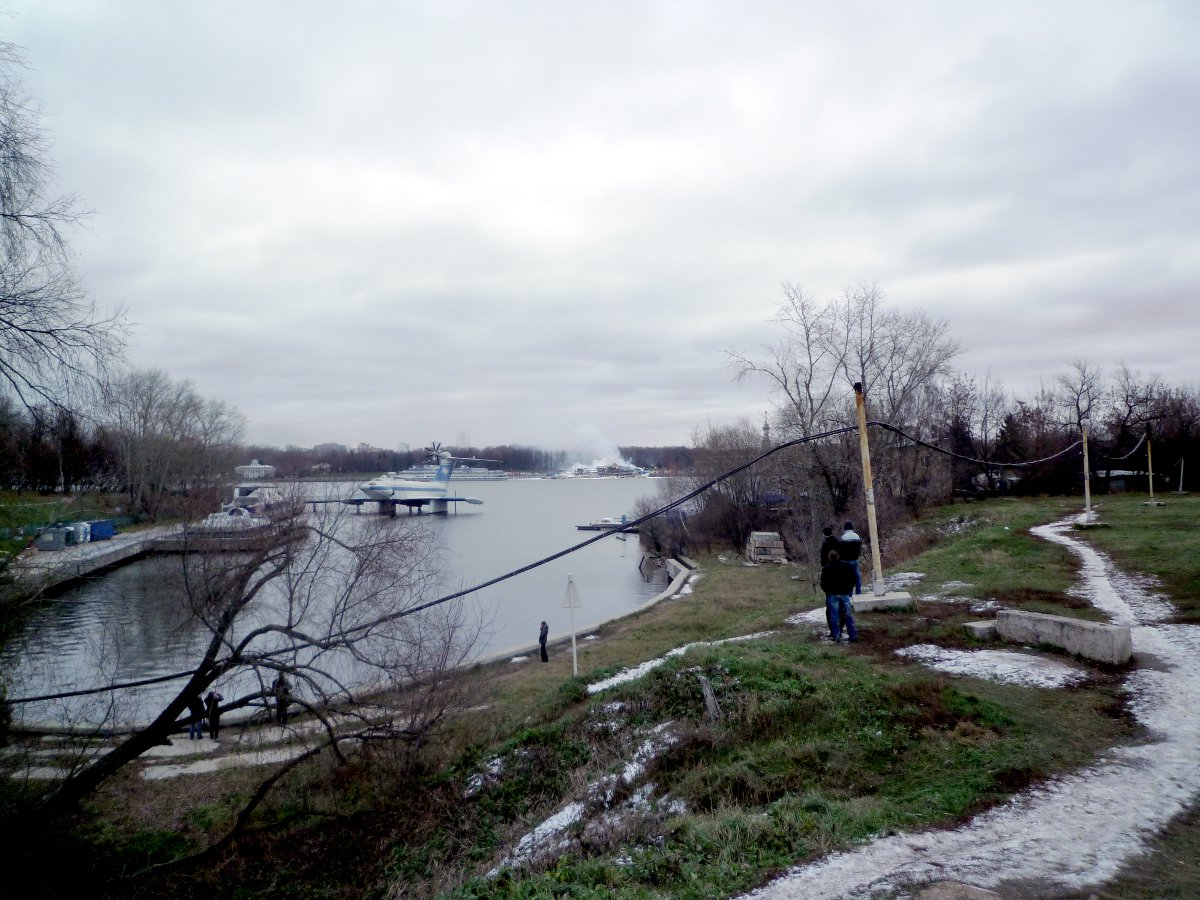
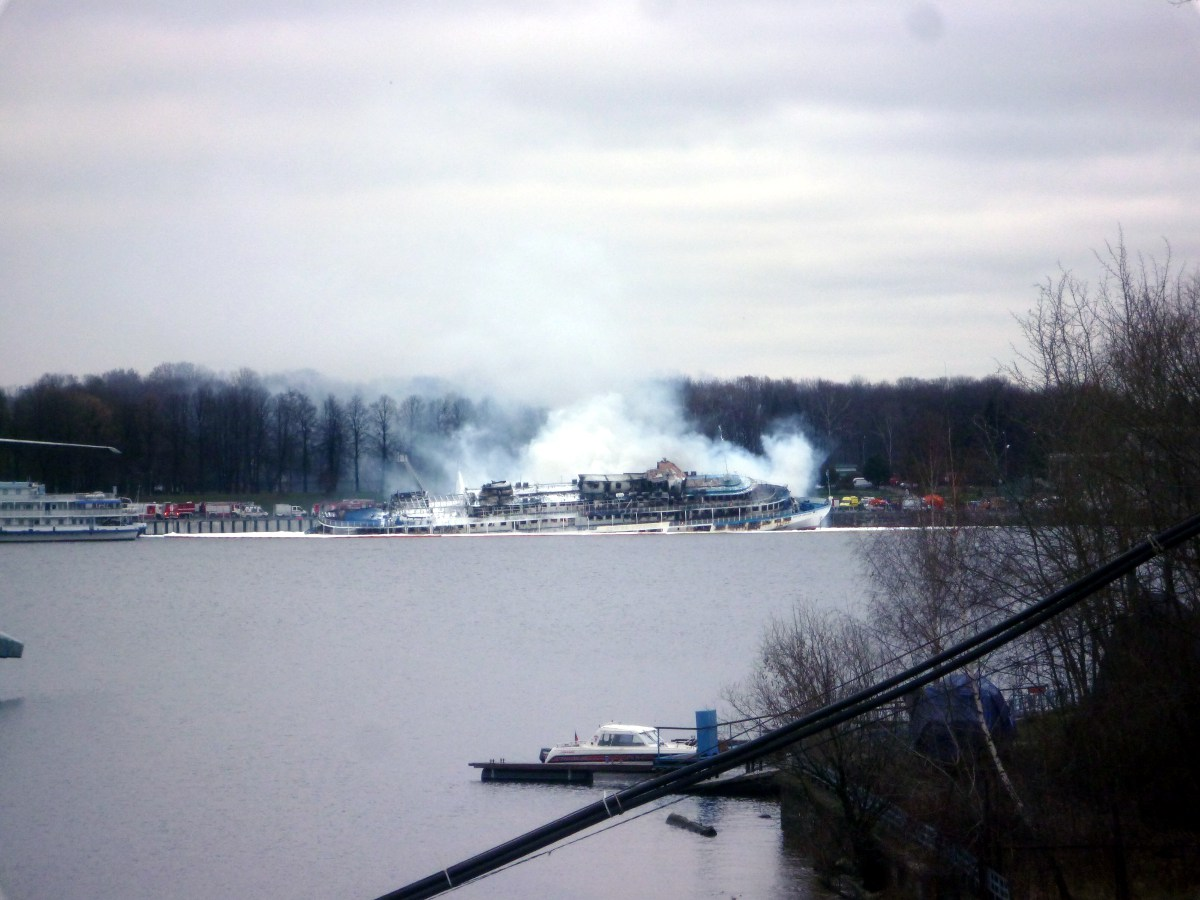
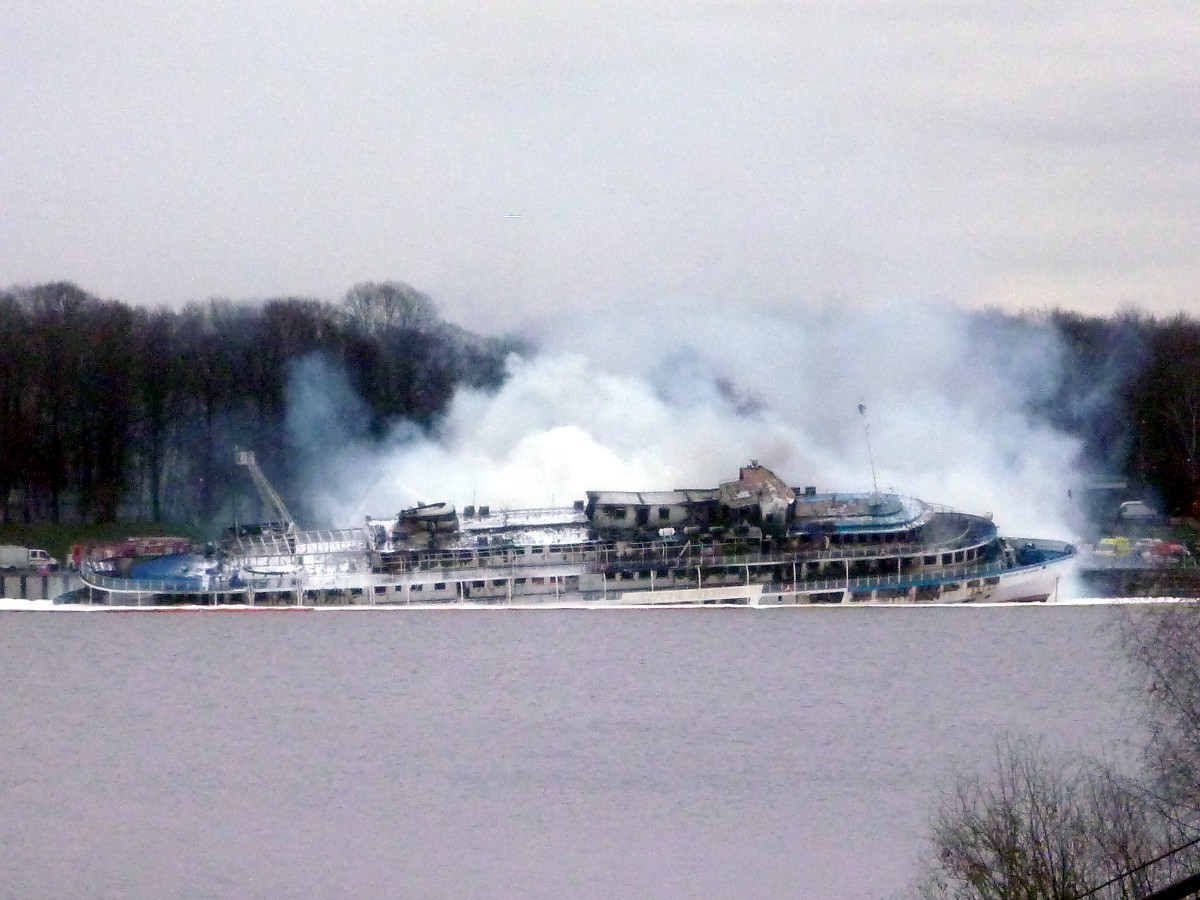
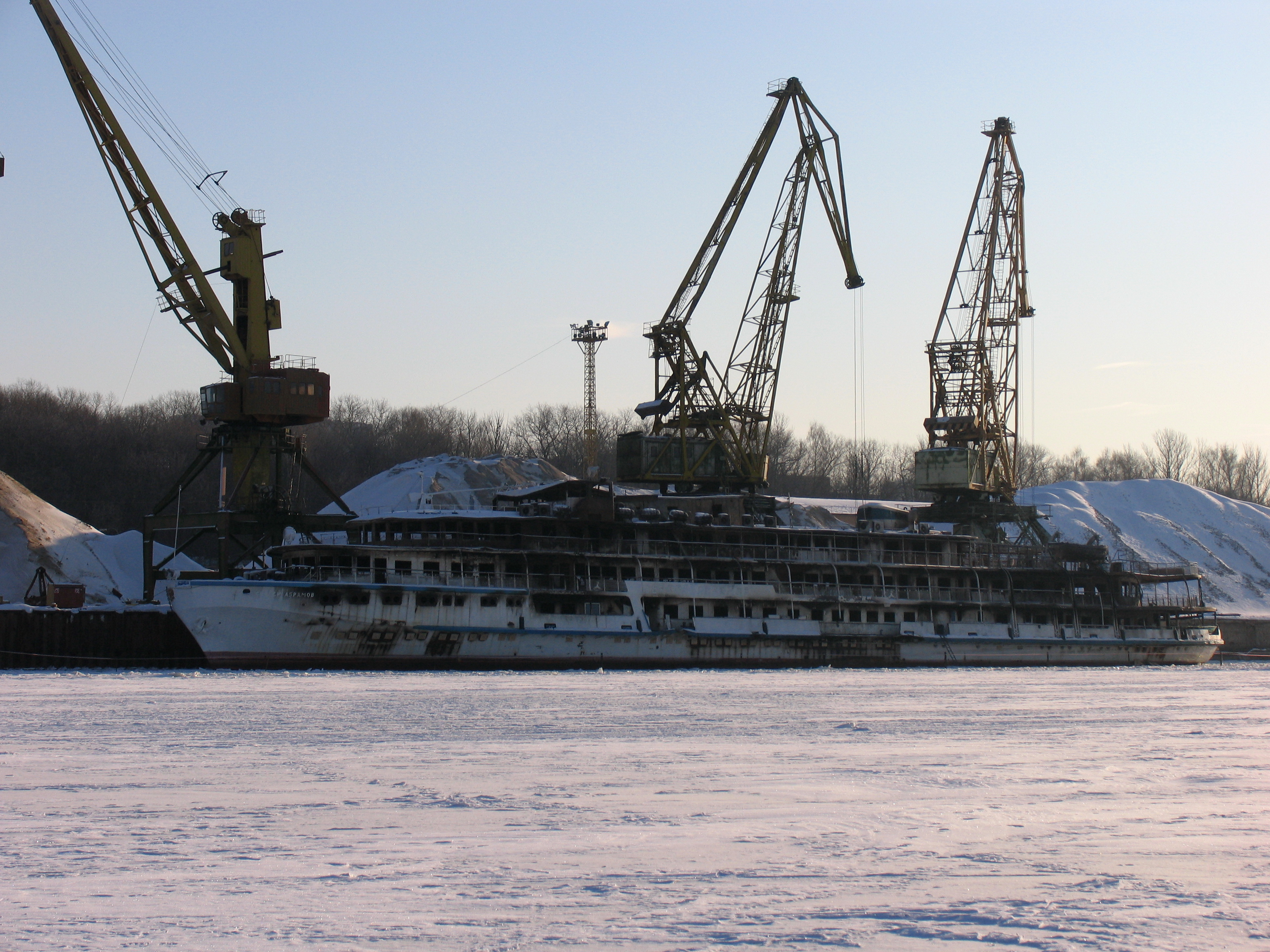

## В культуре
Теплоход принимал участие в съёмках фильма «День выборов».